# Pic de la Bandereta
El Pic de la Bandereta és una muntanya de 231 metres que es troba al municipi del Perelló, a la comarca catalana del Baix Ebre.